# ラーオ語
ラーオ語（ラーオご、ພາສາລາວ ラオ語、ラオス語とも）は、タイ・カダイ語族に属する言語。ラオスの公用語である。

## 概要
ラーオ語は、純粋言語学的にはタイ語と同一言語の地域変種の関係にある。また、ラオス人の多くはテレビなどのメディアを通じてタイ語を習得し、ラーオ語の一部にタイ語を混ぜて使用している。そのため、ラーオ語話者とタイ語話者はある程度の意思疎通が可能である。しかし、タイ人の中でも特に中部から南部地方のタイ人にとって、ラーオ語を即座に理解するのは困難である。ラオスは独立国家であり、ラーオ語（タイ語群からみるラーオ変種）はタイ語（タイ変種）と政治的には同レベルの「国家公用語の地位」にある。そのため、ラーオ語はタイ語との差異を一層大きくしている。
ラーオ語の表記には、タイ文字と起源を共有するが字形の異なるラーオ文字が用いられる。ラーオ語では表音的表記法を用い、語源的表記を用いるタイ語との差異をできるだけ際立たせるようになっている。これは、元来ラーオ言語変種の表記がタイ言語変種の表記よりも表音的で、字母数が少なかったことに由来する。
現代のラーオ語正書法の基礎は、言語学者のターオ・ボンが築いた。それ以前には、フランス植民地政府 (1893–1953) 時代の言語学者が、タイ語と同様の語源的表記をしていないことをもって「サンスクリット・パーリ語の語彙を保全していない」と評価し、「劣等言語」である証としていた。ターオ・ボンは、「タイ語同様語源的表記を行うため、字母の追加を行うべき」とする意見を「盲目的にシャム（後のタイ王国）の正書法に事大する必要などない」、「純粋に音に従った表記こそ最適」と批判した。さらに、「字母数の少ない表音的表記を取っていることこそラーオ語の表記がタイ語のそれに対して優越している証」と見なした。
タイ語とラーオ語は、純粋言語学的には同一言語の地域変種である。社会言語学的・政治的には、両者とも独立した正書法をもち、その正書法を強制できる力をもつ領域国家により支えられているために、異なる言語として扱われる。特に、ラオスではタイからの政治的・文化的影響力を遮断し、国家の自立を守るという意図から、政治的なプロパガンダにより、「ラーオ語はタイ語からは分離している」として、積極的に分離の歴史を作り上げてきた。
「ラーオ」とは、ラーオ語でラーオ族という意味である。日本では、国名からラオス語、またはラオ語がよく使われる。
ラオスでは、不就学のためにラオス語の読み書きができない人たちも多い。社会の急激な変化に伴い、日常生活の様々な場面でラオス語教育を必要とするようになっている。

## 方言
ラーオ語は、主に以下のような方言を持つ。
- 東ラーオ語
  - ヴィエンチャン方言
  - 北部方言（ルアンパバーン）
  - 東北方言（シエンクアーン）
  - 中央方言（カムムアン）
  - 南部方言（チャンパーサック）
- 西ラーオ語
  - イーサーン語

このうち特に西ラーオ語はタイ国内のイーサーン（東北タイ）で話されており、ラオス国内で話されるラーオ語に酷似している。ラオス国内ではヴィエンチャン方言が標準語であると見なされているが、ラオス国内の義務教育が完全に一律とは言えず、地方ではこのヴィエンチャン方言を話すことができない場合もある。
また、ラーオ語と比較的似た言語に北タイ語などがある。

## ラーオ語と標準タイ語
先述したように、ラーオ語と標準タイ語（以下タイ語としたところは標準タイ語を指す）は類似しているが、生活に即した語彙での違いが見られる。たとえば、「田を耕す」という表現をラーオ語では「ヘット (het)（行う）・ナー（田）」と表現するのに対し、タイ語では「タム (tʰam)（作る）・ナー」と表現する。このような場合でも、ラオスでは特にヴィエンチャン付近を中心にタイ語のテレビを見ることができ、またタイでもイーサーン語による演歌、モーラムが全国各地で流れているため、このような単語の違いは実際の会話では些細な違いとして気にされずに済むことが多い。
また、ある語彙が全く別のものを指すという現象もたまに見られる。たとえば「パーアナーマイ」という言葉はそのまま訳せば「衛生布」となり、ラオスでは「トイレット・ペーパー」を意味するが、タイでは「生理用おむつ」を意味する。これは、日本語における「手紙」の言葉が中国語では「トイレット・ペーパー」を意味するのとよく似ている。ちなみにイーサーン語においては、この「パーアナーマイ」という言葉はタイ語の影響を受けて「生理用ナプキン」の意味の方が一般的である。
さらに、外来語の受容にも違いが見られる。タイでは義務教育に英語を導入していたが、ラオスがフランス領インドシナに含まれていた関係からラーオ語の外来語には、タイ語より多くのフランス語の単語が含まれる。たとえば「アイスクリーム」は、タイ語では英語の外来語を用いて「ไอศกรีม アイサクリーㇺ /ʔaj˧.sa˨˩.kriːm˧/（口語ではアイティム /ʔaj˧.tim˧/）」と言われるが、ラーオ語ではフランス語の「クレーム」を借用して「ກະແລມ カレーㇺ [ka(ʔ˧˥).lɛːm˧˥]」という言い方がされる。
逆に、ラーオ語とタイ語のサンスクリット・パーリ語からの借用語や古典的な単語は、双方似ていることが多い。

### ラーオ語とタイ語の対立
先述したように、都市部などではタイ語のテレビを見ることができるため、とりわけメコン川流域のラオス人はタイ語を理解できる場合が多い。しかしながら、ラオスでタイ語を話すことは一般的に歓迎されていない。一般家庭でも、子供がタイ語を話すと叱られることが多いという。これはラオスの歴史の中で、長い間ラオスがタイによって属国化されてきたこと、ラオスが山岳地帯であり農業生産がタイに比べて悪く、貧困を招き結果的小タイ族（バンコク付近に住んだタイ・ラーオ系民族でタイ語の話者）に差別されてきたことが原因であると指摘されている。しかし、同時に元々の近似性と経済的・政治的関係の増大もあいまって、ラーオ語（ラオス変種）の中には、タイ語（タイ変種）の影響が一層強まっており、口ではタイ語への対抗心を口にしながら、タイ語に影響された語法を用いるラオス人は少なくない。
逆に、タイでもラーオ語は「貧困で無教養な田舎者」というイメージが相当強く、これを話すとまともに対応してもらえないことも多い。ラオス国内に住むラーオ語を母語とする集団は日常的に差別される可能性は低いが、特にタイ国内に住むイーサーン人はラーオ語の方言（イーサーン語）を母語としていて、イーサーンの土地は農業生産性が低くその多くが貧困を抱えていたが、貧困を抱えるがために教育を受けられず（標準タイ語を話せない）、バンコクに出稼ぎに出てくることも多くあったが、過去にはイーサーン語を話しているだけで有形無形の差別をされるという事例もしばし見られた。これはタイ政府の義務教育の無料化実施によって改善されたが、この差別感情が拭い去られたとは言いがたい。
また、外国人が両方の言語を習得する際にはふたつの言語の類似性は有益であるが、次のような注意も必要である。先にタイ語を習得した外国人がラオス国内、または在外のラオス人に対してタイ語で話しかけると、ほとんどの場合はそのまま通じることが多いため、タイ語とラーオ語が酷似しているという錯覚に陥りがちである。これも当然先述のような理由（ラオス人が既習している）からであって、この場合のタイ語はラオス人にとって「方言を理解する」というよりは「理解可能な外国語」のレベルである。その証拠に、理解はできてもタイ語で返答できないというケースがしばしば発生する。ラオス人が（公式には）タイ人との関係をなるべく引き離そうとする傾向があるのに対し、タイ人はラーオ人・ラーオ語に対して密接な関係や同源を主張する（大タイ主義）ことが多いが、実際にはタイ人のラーオ語理解度は、ラーオ人のタイ語理解度よりかなり低い。

## 音韻

### 子音
|        |            | 両唇音       | 唇歯音        | 歯茎音       | 歯茎硬口蓋音    | 硬口蓋音   | 軟口蓋音     | 声門音      |
| ------ | ---------- | ------------ | ------------- | ------------ | --------------- | ---------- | ------------ | ----------- |
| 鼻音   | 鼻音       | [m] ມ モ     |               | [n] ນ ノ     |                 | [ɲ] ຍ ニョ | [ŋ] ງ コ゚     |             |
| 破裂音 | 無気有声音 | [b] ບ ボ     |               | [d] ດ ド     |                 |            |              | [ʔ] ອ オ    |
| 破裂音 | 無気無声音 | [p] ປ ボ〜ポ |               | [t] ຕ ド〜ト |                 |            | [k] ກ ゴ〜コ | [ʔ] ອ オ    |
| 破裂音 | 有気無声音 | [pʰ] ຜ, ພ ポ |               | [tʰ] ຖ,ທ ト  |                 |            | [kʰ] ຂ, ຄ コ | [ʔ] ອ オ    |
| 摩擦音 | 無声音     |              | [f] ຝ, ຟ フォ | [s] ສ, ຊ ソ  |                 |            |              | [h] ຫ, ຮ ホ |
| 破擦音 | 無気無声音 |              |               |              | [tɕ] ຈ ゾ〜ジョ |            |              |             |
| 接近音 | 接近音     |              | [ʋ] ວ* ヴォ   |              |                 | [j] ຢ ヨ   | [w] ວ* ウォ  |             |
| 側面音 | 側面音     |              |               | [l] ຣ, ລ ロ  |                 |            |              |             |

＊：方言によって異なる。

### 母音
|      | 前舌 | 中舌    | 後舌 |
| ---- | ---- | ------- | ---- |
| 狭   | [i]  | [ɨ ~ ɯ] | [u]  |
| 半狭 | [e]  | [ə ~ ɤ] | [o]  |
| 半広 | [ɛ]  |         | [ɔ]  |
| 広   |      | [a]     |      |

### 声調
ラーオ語の声調は、
- 上昇調：下位から上位へ急上昇
- 中高調：中位からなだらかに上昇
- 中平調：中位を平坦に
- 低降調：低位からなだらかに下降
- 下降調：上位から下位へ急下降

の5種類。
声調記号には、タイ文字と同じく、「◌່」(ໄມ້ເອກ, mai ek)、「◌້」(ໄມ້ໂທ, mai tho)、「◌໊」(ໄມ້ຕີ, mai ti)、「◌໋」(ໄມ້ຈັດຕະວາ, mai cattawa)の4つがある。（ただし、後者の2つは中子音のみに限定的な用法で用いられるだけなので、基本的には前者2つを押さえておけばいい。）
各音節は、
- 子音の種類（高子音・中子音・低子音）
- 声調記号の有無・種類（無し・「◌່」(mai ek)・「◌້」(mai tho)）
- 音節の種類（平音節（長母音・二重母音・非破裂音末子音終わり）・促音節（短母音・破裂音末子音終わり））
（※なお、声調記号が付くのは、基本的に前者の平音節のみ）

の組み合わせによって、上記した5種類の声調のいずれかに割り振られる。
まとめると、以下のようになる。
| 子音の種類 | 平音節 | 平音節        | 平音節         | 促音節 | 促音節 |
| 子音の種類 | 無し   | 「◌່」(mai ek) | 「◌້」(mai tho) | 長母音 | 短母音 |
| ---------- | ------ | ------------- | -------------- | ------ | ------ |
| 高子音     | 上昇   | 中平          | 低降           | 低降   | 中高   |
| 中子音     | 上昇   | 中平          | 下降           | 低降   | 中高   |
| 低子音     | 中高   | 中平          | 下降           | 下降   | 中平   |

## 日本におけるラーオ語研究
日本では、ラーオ語の研究はタイ語ほど広く行われていない。東京外国語大学が国内でこの言語を専攻できる唯一の大学となっている。

## 辞書
英語：
- SEAlang Library Lao Lexicography. 2021年9月9日閲覧。